# 슬개골탈구
슬개골탈구(Luxating patella, 또는 trick knee, subluxation of patella, floating patella, floating kneecap)는 무릎뼈, 슬개골이 원래 있어야할 자리에서 탈구되거나 움직여져있는 상태를 말한다.
슬개골탈구는 작은 개에게 흔히 나타나는 질병이다. 하지만 사람도 걸릴 수 있는 질병이다.

## 진단
1도
- 슬개골을 직접 건드리지 않는한 슬개골은 탈구되지 않는다. 탈구되어도 곧바로 원상태로 되돌아간다.

2도
- 가끔씩 슬개골이 탈구되나, 직접 손으로 맞추거나 동물이 걸음으로써 원상태로 되돌아간다.

3도
- 대부분 슬개골이 탈구되어 있다.

4도
- 항상 슬개골이 탈구되어 있다. 손으로 맞추어도 다시 탈구되며, 치료가 필요하다.